# Gobierno Provisional de la Segunda República Española

Bandera de la Segunda República Española

El Gobierno Provisional de la Segunda República Española fue el gobierno que ostentó el poder político en España desde la caída de la Monarquía de Alfonso XIII y la proclamación de la República el 14 de abril de 1931 hasta la aprobación de la Constitución de 1931 el 9 de diciembre y la formación del primer gobierno ordinario el 15 de diciembre. Hasta el 15 de octubre de 1931 el gobierno provisional estuvo presidido por Niceto Alcalá-Zamora, y tras la dimisión de este a causa de la redacción que se había dado al artículo 26 de la Constitución que trataba la cuestión religiosa, le sucedió Manuel Azaña al frente del gobierno.

## El “Comité Revolucionario” se convierte en Gobierno Provisional de la segunda República

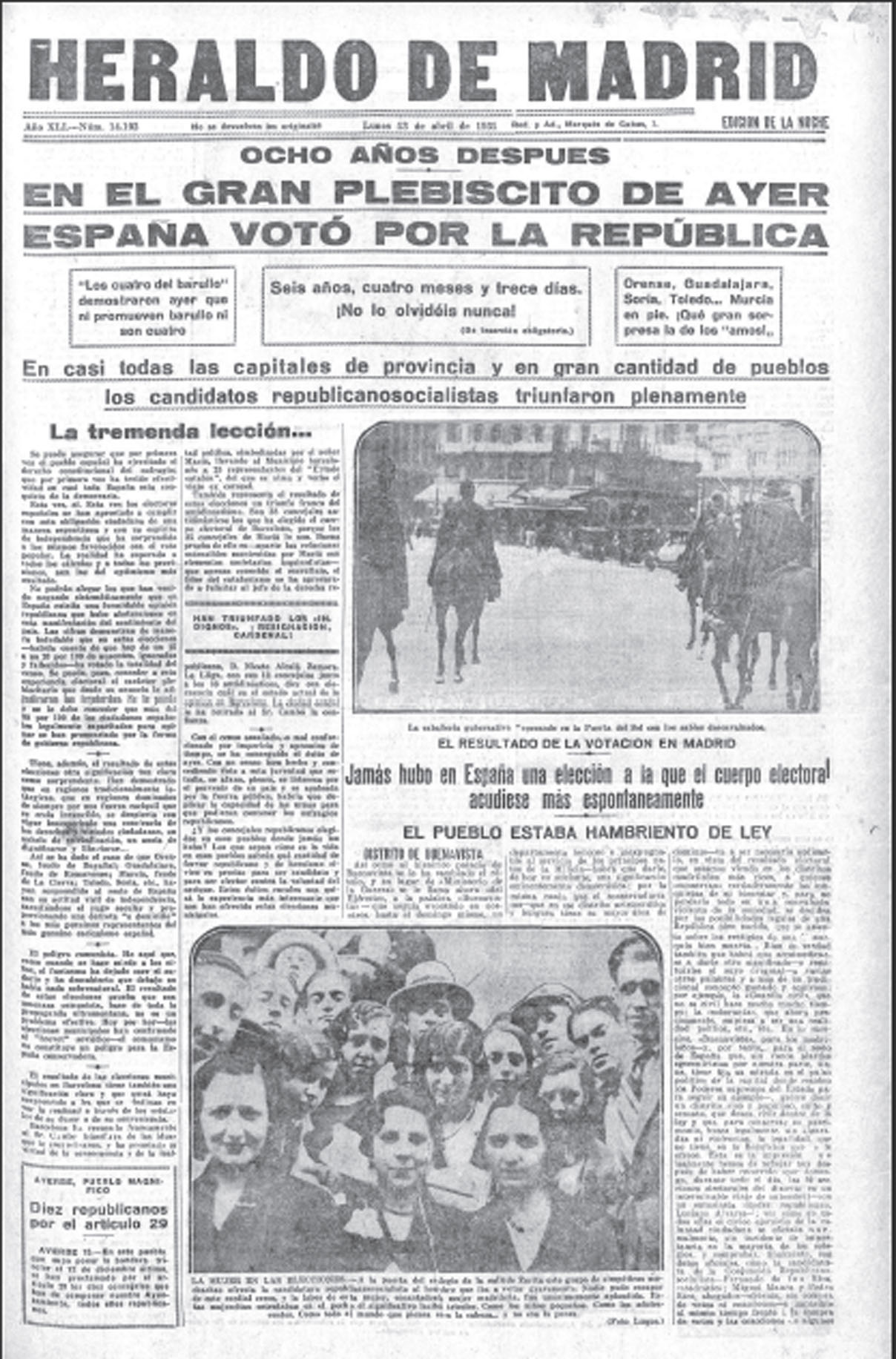
Portada del 13 de abril de 1931.

La primera autoridad de la Monarquía de Alfonso XIII en reconocer como nuevo gobierno al “comité revolucionario” republicano-socialista, que se había formado en octubre de 1930 tras la adhesión del PSOE al Pacto de San Sebastián acordado por todos los partidos republicanos, es el general Sanjurjo, director de la Guardia Civil, que a primeras horas de la mañana del 14 de abril de 1931 se dirige a la casa de Miguel Maura donde se encuentran reunidos los miembros del comité revolucionario que no estaban exiliados en Francia, ni escondidos: Niceto Alcalá-Zamora, Francisco Largo Caballero, Fernando de los Ríos, Santiago Casares Quiroga, y Álvaro de Albornoz. Nada más entrar en la casa el general Sanjurjo se cuadra ante Maura y le dice: “A las órdenes de usted señor ministro". Inmediatamente avisan a Manuel Azaña y a Alejandro Lerroux, que se hallaban escondidos en Madrid desde hacía meses, para que acudan a casa de Maura (los cuatro miembros del comité que se hallaban en Francia, Diego Martínez Barrio, Indalecio Prieto, Marcelino Domingo y Nicolau d'Olwer, iniciarán enseguida su vuelta).

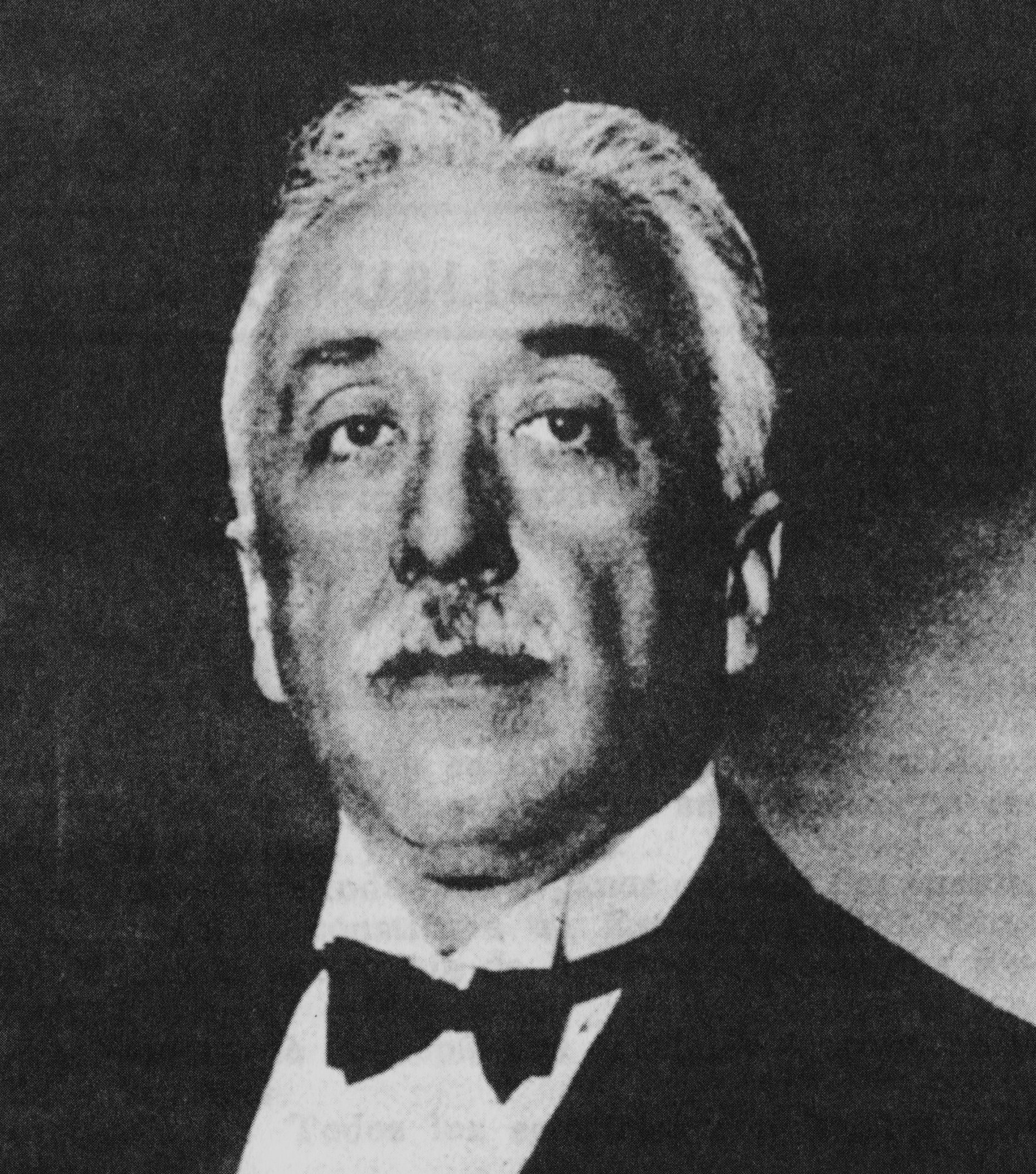
Niceto Alcalá-Zamora.

Conforme van llegando las noticias de la proclamación de la República en diversas ciudades y cuando por la tarde una muchedumbre se concentra en Madrid en la Puerta del Sol donde se encuentra la sede del Ministerio de la Gobernación, los miembros del comité revolucionario se dirigen allí y cuando llegan Miguel Maura llama al portalón del Ministerio y grita: "Señores, paso al Gobierno de la República'". Los guardias civiles de la entrada se cuadran y presentan armas. A continuación el comité revolucionario se constituye en "Gobierno Provisional" de la República y designa a Niceto Alcalá-Zamora como su presidente. Eran las ocho de la tarde del 14 de abril. A esa misma hora el rey se despedía de los nobles y grandes de España que habían acudido al Palacio de Oriente y abandonaba Madrid en coche en dirección a Cartagena, donde hacia las cuatro de la madrugada embarcaba en el crucero Príncipe de Asturias rumbo a Marsella.
Tras proclamar la República el 14 de abril de 1931, el comité revolucionario republicano-socialista constituido en Comité Político de la República firma un decreto que será publicado al día siguiente en el diario oficial, la Gaceta de Madrid, en el que comunica que ha tomado el Poder adoptando el título de Gobierno Provisional de la República, y a continuación en otro decreto nombra a Niceto Alcalá-Zamora como presidente del Gobierno Provisional, que asumirá además las funciones de Jefe del Estado (función ejercida hasta el 14 de abril por el rey Alfonso XIII). En el preámbulo de este último decreto se dice: El Gobierno provisional de la República ha tomado el Poder sin tramitaciones y sin resistencia ni oposición protocolaria alguna; es el pueblo quien le ha elevado a la posición en que se halla, y es él quien en toda España le rinde acatamiento e inviste de autoridad. A continuación Alcalá-Zamora nombra ministros del Gobierno Provisional a los miembros del comité revolucionario. Un decreto publicado el 28 de abril en la Gaceta de Madrid adoptaba como bandera nacional la tricolor.

## El gobierno de “plenos poderes” y el Orden Público

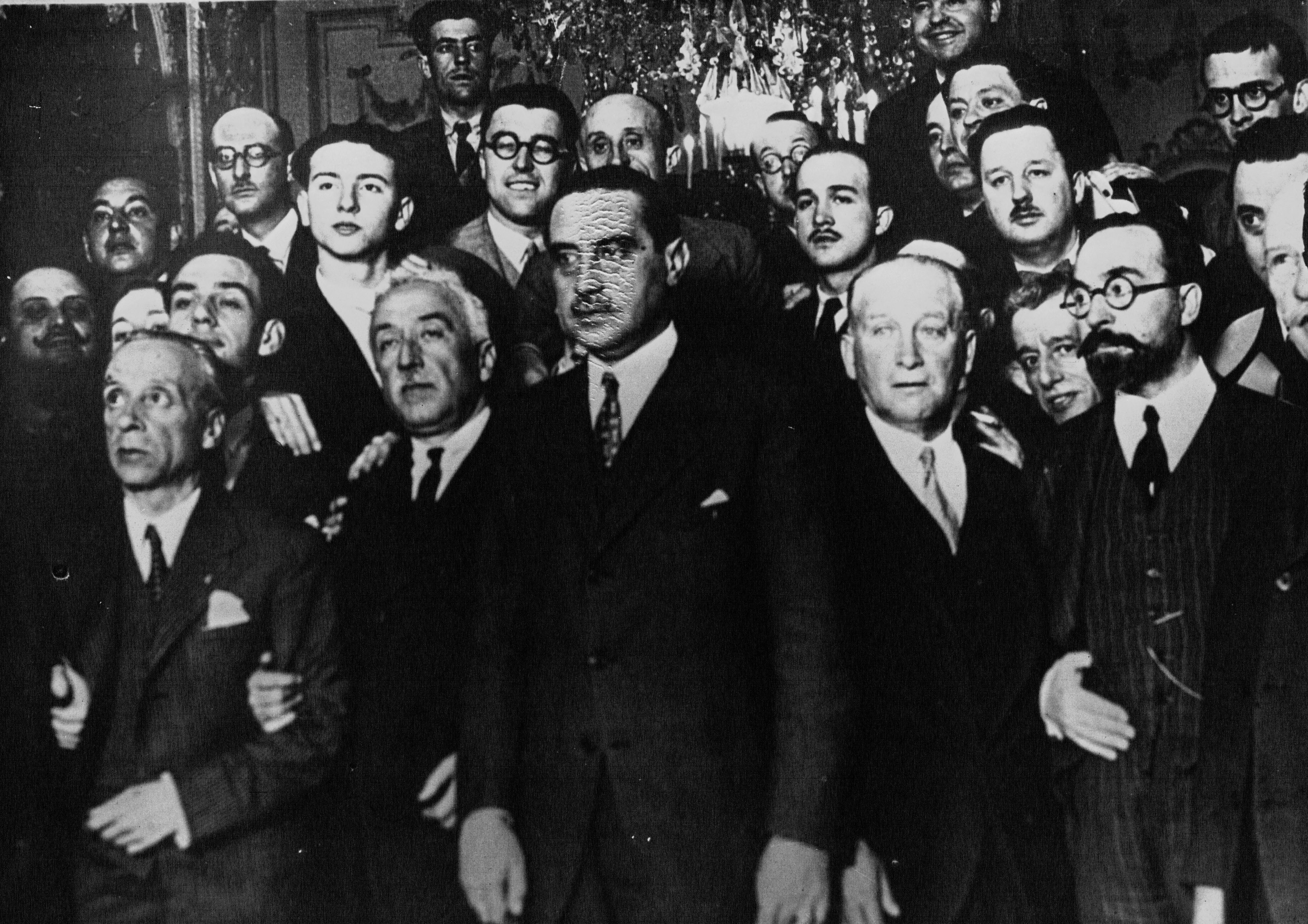
Miembros del gobierno provisional de la Segunda República; de izquierda a derecha: Álvaro Albornoz, Niceto Alcalá-Zamora, Miguel Maura, Francisco Largo Caballero, Fernando de los Ríos y Alejandro Lerroux.

El mismo día 15 de abril la Gaceta de Madrid también publica otro decreto fijando el Estatuto jurídico del Gobierno Provisional que fue la norma legal superior por la que se rigió el Gobierno Provisional hasta la aprobación por las Cortes Constituyentes de la nueva Constitución de la República, el 9 de diciembre de 1931. El Estatuto consta de cinco artículos precedidos por un preámbulo en el que el Gobierno Provisional se establece como “Gobierno de plenos poderes”, aunque en el artículo 1.º se dice que el Gobierno Provisional “someterá su actuación colegiada e individual al discernimiento y sanción de las Cortes Constituyentes –órgano supremo y directo de la voluntad nacional-, llegada la hora de declinar ante ella sus poderes”. En el artículo 2.º se anuncia que el propósito del Gobierno Provisional de “someter a juicio de responsabilidad los actos de gestión y autoridad pendientes de examen al ser disuelto el Parlamento en 1923 [en referencia al proceso abierto entonces para depurar las responsabilidades por el Desastre de Annual], así como los ulteriores [en referencia a lo hecho durante la Dictadura de Primo de Rivera]”. En el artículo 3.º se reconoce la “libertad de creencias y cultos” y en el 4.º la “la libertad individual” y los “derechos ciudadanos”, incluyendo en ellos los correspondientes a la “personalidad sindical y corporativa, base del nuevo derecho social”. Sin embargo, en el artículo 6.º se dice que el Gobierno Provisional, “en virtud de las razones que justifican la plenitud de su poder”, podrá suspender (“someter a un régimen de fiscalización gubernativa”, se dice literalmente) temporalmente los derechos ciudadanos reconocidos en el artículo 4.º, “de cuyo uso dará asimismo cuenta circunstanciada a las Cortes Constituyentes”, justificándolo con el argumento de que el Gobierno Provisional “incurriría en verdadero delito si abandonase la República naciente a quienes desde fuertes posiciones seculares y prevalidos de sus medios, pueden dificultar su consolidación”.

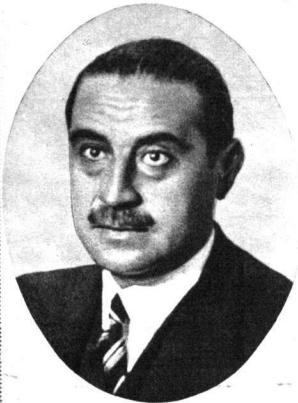
Miguel Maura, ministro de la Gobernación del Gobierno Provisional

Los más polémico del “Estatuto Jurídico” es la contradicción que se observa en la cuestión de las libertades y los derechos ciudadanos, pues su reconocimiento va acompañado de la posibilidad de su suspensión por parte del gobierno, sin intervención judicial, “si la salud de la República, a juicio del Gobierno, lo reclama” Así pues, “el gobierno republicano no va a establecer un régimen de libertad general como lo prueba el estudio de las vicisitudes del derecho de reunión a las diferentes opciones políticas... Los grupos conservadores de signo monárquico y sectores de la izquierda, tales como anarquistas y comunistas, van a tener serios obstáculos para ejercerlo”. Se tolerarán, y no siempre, sus reuniones en locales cerrados pero se les prohibirá sus ejercicio en lugares públicos. Por ejemplo, una manifestación que se formó a la salida de una reunión que el Partido Comunista de España celebró el 1 de mayo en San Sebastián fue disuelta contundentemente por la fuerza pública, produciéndose numerosos heridos.
Más significativo aún de cómo iba a abordar el nuevo Gobierno el orden público y la libertad de prensa fue todo lo que ocurrió en torno a los sucesos que se produjeron en San Sebastián el 28 de mayo. Aquel día unos huelguistas de Pasajes que se dirigían a San Sebastián fueron bloqueados por la Guardia Civil en el puente de Miracruz. Ante la negativa de aquellos a disolverse, los guardias civiles comenzaron a disparar ocasionado la muerte a ocho personas y más de cincuenta heridos. Ante la magnitud del hecho el ministro de la Gobernación, Miguel Maura, reunió a todos los directores de periódicos para recordarles “que se hallaban frente a un ministro que disponía de plenos poderes en materia de orden público” (dos semanas antes ya había decretado la suspensión temporal del diario monárquico ABC y del diario católico El Debate, a raíz de los hechos conocidos como la “quema de conventos”) y a continuación les rogó que 

diesen a conocer [la noticia de lo sucedido en San Sebastián] con escrupulosidad y veracidad, porque interesaba que España supiese que había un Gobierno en su sitio, con el cual no se jugaba. Ahora bien [relata Miguel Maura en su libro “Así cayó Alfonso XIII”]: el diario que utilice la noticia para su campaña política, o intente envenenar el ambiente con ella, será suspendido, y suspendido quedará mientras yo esté en este Ministerio.  Se dieron por enterados y abandonaron mi despacho…  Salvo ‘La Voz’, que en su última página daba escuetamente la noticia sin el menor comentario, los demás diarios nada publicaron del suceso.

Esta política contradictoria de la República respecto del orden público culminó con la aprobación por las Cortes Constituyentes de la Ley de Defensa de la República de 21 de octubre de 1931 que dotó al Gobierno Provisional de un instrumento de excepción al margen de los tribunales de justicia para actuar contra los que cometieran “actos de agresión contra la República”, constituyéndose, incluso después de la aprobación de la Constitución de 1931, en “la norma fundamental en la configuración del régimen jurídico de las libertades públicas durante casi dos años de régimen republicano” en que estuvo vigente (hasta agosto de 1933).

## El primer problema: Cataluña
El problema más inmediato que tuvo que afrontar el Gobierno Provisional fue la proclamación de la “República Catalana” hecha por Francesc Macià en Barcelona el mismo día 14 de abril. Tres días después tres ministros del Gobierno Provisional (los catalanes Marcelino Domingo y Lluis Nicolau d'Olwer, más Fernando de los Ríos) se entrevistaban en Barcelona con Francesc Macià alcanzando un acuerdo por el que Esquerra Republicana de Cataluña renunciaba a la “República Catalana” a cambio del compromiso del Gobierno Provisional de que presentaría en las futuras Cortes Constituyentes el Estatuto de Autonomía que decidiera Cataluña, previamente “aprobado por la Asamblea de Ayuntamientos catalanes”, y del reconocimiento del gobierno catalán que dejaría de llamarse Consejo de Gobierno de la República Catalana para tomar el nombre Gobierno de la Generalidad de Cataluña recuperando así “el nombre de gloriosa tradición” de la centenaria institución del Principado que fue abolida por Felipe V en los decretos de Nueva Planta de 1714. La nueva Generalidad asumiría las funciones de las cuatro diputaciones catalanas y sería la encargada de organizar una Asamblea con representantes de los Ayuntamientos hasta que no fuera elegida por sufragio universal.
Casi todos los partidos políticos catalanes aceptaron el acuerdo, excepto Estat Català, que acusó a Macià —su antiguo líder— de traidor, y el Bloc Obrer i Camperol, un grupúsculo comunista recién creado, que afirmó que el Gobierno Provisional de Madrid había «aplastado la República Catalana, cuya proclamación fue el acto revolucionario más trascendental llevado a cabo el día 14».
El día 26 de abril el presidente del Gobierno Provisional Niceto Alcalá-Zamora fue aclamado en el viaje que realizó a Barcelona. Tres días después el gobierno provisional aprobaba un decreto que establecía la legalidad del uso catalán en los parvularios y en las escuelas primarias, que fue acogido con entusiasmo. Sin embargo a los pocos días se produjo el primer conflicto entre la Generalidad y el Gobierno Provisional cuando el Ministerio de la Gobernación consideró una invasión de sus competencias el decreto publicado el 3 de mayo en el primer número del “Butlletí de la Generalitat de Cataluña” en el que se reorganizaban las instituciones de la Generalidad y se nombraban unos comisarios de la misma en Gerona, Lérida y Tarragona. Un delegado de la Generalidad tuvo que viajar a Madrid para delimitar las competencias entre la Generalidad y el gobierno central.
El proyecto de estatuto para Cataluña, llamado Estatuto de Nuria fue refrendado el 3 de agosto por el pueblo de Cataluña por una abrumadora mayoría (en la provincia de Barcelona, por ejemplo, 175.000 personas votaron a favor y solo 2.127 en contra) y fue presentado a las Cortes Constituyentes por el presidente de la Generalidad Francesc Macià. Pero el Estatuto respondía a un modelo federal de Estado y rebasaba en cuanto a denominación y en cuanto a competencias a lo que se había aprobado en la Constitución de 1931 (ya que el "Estado integral" respondía a una concepción unitaria, no federal), aunque condicionó los debates parlamentarios del “Estado integral” que finalmente se aprobó.

## El País vasconavarro y el Estatuto de Estella
En el caso del País vasconavarro, el proceso para conseguir un Estatuto de Autonomía se inició casi al mismo tiempo que el de Cataluña. La primera propuesta fue iniciativa de los alcaldes del Partido Nacionalista Vasco que a principios de mayo encargaron a la Sociedad de Estudios Vascos (SEV) la redacción de un anteproyecto de Estatuto General del Estado Vasco (o Euskadi), que incluiría Vizcaya, Álava, Guipúzcoa y Navarra. El resultado fue un intento de síntesis entre el foralismo tradicional y la estructura de los modernos estados federales que no contentó a nadie. Mes y medio después, una asamblea de los ayuntamientos vasconavarros reunidos en Estella el 14 de junio aprobaron un Estatuto más conservador y nacionalista que el de la SEV y que se basaba en el restablecimiento de los fueros vascos abolidos, según ellos, por la ley de 1839, junto con la Ley Paccionada de 1841.
El Estatuto de Estella fue presentado el 22 de septiembre de 1931 a las Cortes Constituyentes por una delegación de alcaldes pero no fue tomado en consideración porque el proyecto se situaba claramente al margen de Constitución que se estaba aprobando, entre otras cosas, por su concepción federalista y por la declaración de confesionalidad del "Estado vasco" (que podría negociar por ello un Concordato particular con la Santa Sede), además de que no reconocía derechos políticos plenos a los inmigrantes españoles con menos de diez años de residencia en Euskadi (el País Vasco más Navarra).

## La política religiosa inicial del Gobierno Provisional y la respuesta católica
Con la proclamación de la Segunda República Española, el nuevo orden constitucional debía amparar la libertad de cultos y desarrollar un proceso de secularización que permitiera superar la tradicional identificación entre el Estado y la Iglesia católica, uno de los elementos clave de legitimación de la monarquía. "Los republicanos anunciaron su determinación de crear un sistema de escuelas laicas, introducir el divorcio, secularizar los cementerios y los hospitales y reducir en gran medida, si no eliminar, el número de órdenes religiosas establecidas en España".
Sin embargo, las primeras decisiones del Gobierno Provisional sobre la secularización del Estado fueron muy moderadas, en sintonía con la decisión de poner a su frente al católico liberal Niceto Alcalá Zamora y nombrar en la cartera clave de Gobernación, a su compañero de la Derecha Liberal Republicana, el también católico Miguel Maura. En el artículo 3.º del Estatuto jurídico del Gobierno Provisional, promulgado el mismo día 14 de abril de 1931, y hecho público al día siguiente en el diario oficial, la Gaceta de Madrid, se proclamó la libertad de cultos: 

El Gobierno provisional hace pública su decisión de respetar de manera plena la conciencia individual mediante la libertad de creencias y cultos, sin que el Estado, en momento alguno, pueda pedir al ciudadano revelación de sus convicciones religiosas.

En aplicación de esta declaración en las tres semanas siguientes el Gobierno aprobó algunas medidas secularizadoras poco importantes, pero significativas, como la “disolución de las órdenes militares, supresión de la obligatoriedad de asistencia a actos religiosos en cárceles y cuarteles [22 de abril y 19 de abril, respectivamente], prohibición de participación oficial en actos religiosos [Circular del Ministro de la Gobernación del 17 de abril], fin de las exenciones tributarias a la Iglesia, privación de sus derechos a la Confederación Nacional Católico-Agraria, etc. Entre todas, quizá la medida más destacada fue el decreto de 6 de mayo declarando voluntaria la enseñanza religiosa”. Por un decreto de 5 de mayo se privó a la Iglesia Católica su representación en los Consejos de Instrucción Pública, con lo que la jerarquía católica ya no pudo intervenir en la elaboración de los planes de estudios, un derecho del que venía disfrutando desde hacía mucho tiempo. Además se prohibió la asistencia a actos religiosos de los militares no siendo a título personal y se suspendieron las festividades de los Patronos de Armas y Cuerpos del Ejército. Por último se modificó la ley electoral de 1907 para que los sacerdotes pudieran presentarse como candidatos en las elecciones.
Al mismo tiempo el Gobierno Provisional inició los contactos con el nuncio Federico Tedeschini para asegurarle que el Gobierno hasta que no se aprobara la nueva Constitución respetaría el Concordato de 1851 y a cambio la Iglesia debía dar muestras de que acataba el nuevo régimen. Así el día 24 de abril el nuncio envió un telegrama a todos los obispos en el que les transmitía el «deseo de la Santa Sede» de que «recomend[asen] a los sacerdotes, a los religiosos y a los fieles de su[s] diócesis que respet[ase]n los poderes constituidos y obede[ciese]n a ellos para el mantenimiento del orden y para el bien común». Junto al nuncio, el otro miembro de la jerarquía eclesiástica que encarnó esta actitud conciliadora hacia la República fue el cardenal arzobispo de Tarragona Francisco Vidal y Barraquer, que ya había realizado algunos gestos de deferencia hacia las nuevas autoridades como su visita al presidente de la Generalidad de Cataluña Francesc Macià, el día 18 de abril, o como el envío el día 22 de una carta de saludo y felicitación al Gobierno provisional de la República por parte de la conferencia de obispos catalanes. Otro prelado que estaba en la misma línea era el cardenal arzobispo de Sevilla, Eustaquio Ilundáin y Esteban, y el diario católico que la apoyaba era El Debate, dirigido por Ángel Herrera, fundador de la Asociación Católica Nacional de Propagandistas, que al día siguiente de la proclamación de la República había manifestado en el editorial publicado en primera página, aunque acompañado de un retrato y de un “homenaje al Rey Alfonso XIII”: “La República es la forma de gobierno ‘de hecho’ en nuestro país. En consecuencia, nuestro deber es acatarla. (…) Y no le acataremos pasivamente… le acataremos de un modo leal, activo, poniendo cuanto podamos para ayudarle en su cometido”.
Sin embargo un sector numeroso del episcopado estaba compuesto por obispos integristas (muchos de ellos nombrados durante la Dictadura de Primo de Rivera) que no estaban dispuestos a transigir con la República a la que consideraban una desgracia. La cabeza visible de ese grupo era el Cardenal Primado y arzobispo de Toledo, Pedro Segura, que ya se había manifestado claramente contrario a la República antes y durante la campaña de las elecciones municipales del 12 de abril de 1931, afirmando que la República era obra de los “enemigos de la Iglesia y el orden social”, por lo que estaba justificado la formación de un “compacto frente unido” en defensa de la Monarquía y de la Iglesia Católica. Ya en su primera intervención desde el púlpito después del 14 de abril se refirió a la República como un castigo divino, lo que levantó las iras de la prensa republicana, señalándolo como el símbolo del clericalismo monárquico, y provocó el envío de una nota de protesta del gobierno a la nunciatura. Pero el pronunciamiento de mayor trascendencia del Cardenal Segura se produjo el día 1 de mayo cuando hizo pública una pastoral en la que, tras abordar la situación española en un tono catastrofista, hacía un agradecido elogio de la monarquía y del destronado monarca Alfonso XIII, “quien, a lo largo de su reinado, supo conservar la antigua tradición de fe y piedad de sus mayores”. La prensa republicana interpretó la pastoral como una incitación a los fieles a unirse para salvar los derechos amenazados de la iglesia y los partidos y organizaciones de izquierda la consideraron una declaración de guerra, incrementando el sentimiento anticlerical de muchos ciudadanos. El Gobierno Provisional presentó una nota de "serena y enérgica" protesta al Nuncio Federico Tedeschini por lo que consideraba una intervención en política del Cardenal Primado, "cuando no hostilidad al régimen republicano", y pidió que fuera apartado de su cargo. La prensa, por su lado, arreciaba en su campaña contra Segura.

### La Quema de conventos de mayo
En la mañana del domingo 10 de mayo de 1931 se inauguraba en la calle Alcalá de Madrid el Círculo Monárquico Independiente, fundado por el director del diario monárquico ABC, Juan Ignacio Luca de Tena, que acababa de regresar de Londres donde se había entrevistado con el exrey Alfonso XIII con el objetivo de formar un comité electoral del que surgiera una candidatura monárquica para presentarla en las elecciones a Cortes Constituyentes que se iban a celebrar al mes siguiente. Durante el acto, los monárquicos provocaron a los viandantes haciendo sonar la "Marcha Real" en un gramófono y lanzando pasquines de El Murciélago en el que se llamaba a "hacer la vida imposible a esta caricatura de República".
En la calle dos nuevos invitados que acababan de llegar, al parecer, sostuvieron una discusión política con el taxista que los había traído que era republicano, a la que se unieron varios transeúntes. La discusión se convirtió en un altercado y ardieron tres coches aparcados frente al Círculo, cuyos dirigentes pidieron la protección de la fuerza pública. En seguida corrió el rumor por la ciudad de que un taxista republicano había sido asesinado por unos monárquicos, y una multitud se congregó ante la sede del diario ABC en la calle Serrano, donde tuvo que intervenir la Guardia Civil, que disparó contra los que intentaban asaltar y quemar el edificio causando varios heridos y dos muertos, uno de ellos un niño.
Una manifestación se dirigió entonces a la sede de la Dirección General de Seguridad donde exigieron la dimisión del ministro de la Gobernación Miguel Maura (que había acudido personalmente a la sede del Círculo Monárquico para calmar los ánimos y donde había sido recibido por los republicanos al grito de ¡Maura, no!, rememorando el rechazo a la actuación de su padre, Antonio Maura, durante la Semana Trágica de 1909). Al mismo tiempo grupos de exaltados quemaban un quiosco del diario católico El Debate, apedreaban el casino militar y rompían los escaparates de una librería católica. Además a las ocho de la tarde algunas armerías eran asaltadas y se producían disparos contra una unidad montada de la Guardia Civil. Hacia la medianoche un exaltado disparó contra la multitud congregada en la Puerta del Sol hiriendo a una persona y luego fue linchado. 
Esa misma noche el ministro de la Gobernación Miguel Maura quiso desplegar a la Guardia Civil pero sus compañeros de gobierno, encabezados por el presidente Niceto Alcalá Zamora y por el ministro de la Guerra Manuel Azaña, se opusieron, reacios a emplear a las fuerzas de orden público contra el "pueblo" y restando importancia a los hechos. Maura también usó como argumento que había recibido una información de un capitán del ejército de que algunos jóvenes del Ateneo de Madrid estaban preparándose para quemas edificios religiosos al día siguiente, a lo que Manuel Azaña le contestó, según cuenta Maura en sus memorias, que eran «tonterías» y añadió, que, en caso de ser cierto lo que se preparaba, sería una muestra de «justicia inmanente».
Cuando el gobierno estaba reunido a primeras horas de la mañana del lunes 11 de mayo le llegó la noticia de que la Casa de Profesa de los jesuitas estaba ardiendo. El ministro de la Gobernación Miguel Maura de nuevo intentó sacar a la calle a la Guardia Civil para restablecer el orden pero al igual que la noche anterior se encontró con la oposición del resto del gabinete y especialmente de Manuel Azaña, quien, según Maura, llegó a manifestar que todos los conventos de Madrid no valen la vida de un republicano y amenazó con dimitir si hay un solo herido en Madrid por esa estupidez. A otro ministro, según Maura, le hizo gracia que fuesen los jesuitas los primeros en pagar «tributo» al «pueblo soberano». El que presentó su dimisión -que luego retiraría- fue Maura que abandonó la sede de la Presidencia del Gobierno. La inacción del gobierno permitió que los sublevados quemaran más de una decena de edificios religiosos. Por la tarde, por fin, el Gobierno declaró el estado de guerra en Madrid y a medida que las tropas fueron ocupando la capital, los incendios cesaron. Al día siguiente, martes 12 de mayo, mientras Madrid recuperaba la calma, la quema de conventos y de otros edificios religiosos se extendía a otras poblaciones del este y el sur peninsular (los sucesos más graves se produjeron en Málaga). Por el contrario, allí donde los gobernadores civiles y los alcaldes actuaron con contundencia no hubo incendios.
No se sabe con absoluta certeza quién quemó los alrededor de cien edificios religiosos que ardieron total o parcialmente aquellos días (además de la destrucción de objetos del patrimonio artístico y litúrgico y la profanación de algunos cementerios de conventos), y durante los cuales murieron varias personas y otras resultaron heridas, pero la hipótesis más admitida es que los incendiarios fueron elementos de extrema izquierda republicana y anarquista que pretendían presionar al Gobierno Provisional para que llevara a cabo la «revolución» que significaba ante todo arrancar de cuajo el «clericalismo». Sin embargo lo que sí que está clara fue la irresponsabilidad del gobierno en el manejo de la situación, que solo se explica, además de por una difusa simpatía que pudieran sentir algunos ministros por los alborotadores, por “una mezcla de perplejidad, error de cálculo, debilidad y miedo a la impopularidad derivada del empleo de la fuerza contra el pueblo”,. En esta misma línea explicativa se manifiesta el historiador Gabriel Jackson que señala que la "mayoría de los ministros" no quería que "el nuevo régimen comenzara su existencia disparando contra españoles" convencidos de que "las masas odiarían a un Gobierno que recurriera a la guardia civil ante las primeras señales de un motín". El propio presidente Niceto Alcalá Zamora en una alocución radiada el mismo día 11 justificó implícitamente la actitud del gobierno diciendo que se había evitado un baño de sangre. También el Papa Pío XI el 17 de mayo se referiría a la “gravísima” responsabilidad de los que no habían “impedido oportunamente” que los sucesos se produjeran.
La izquierda republicana y los socialistas hablaron de la existencia de una conspiración monárquica y clerical e interpretaron los hechos como un “aviso para el Gobierno Provisional” sobre la política moderada que había llevado hasta esos momentos. El pueblo “dotado de fino instinto”, aseguró El Socialista, se había adelantado al Gobierno en la defensa del régimen. El órgano cenetista Solidaridad Obrera fue el que más insistió en la intervención popular en los hechos y en relacionarlos con un movimiento justiciero frente al «afeminamiento político» del Gobierno, que «ha[bía] dejado de ser un Gobierno revolucionario para convertirse en uno de los tantos Gobiernos liberales de la monarquía». Las logias masónicas también expresaron al gobierno su descontento por su contemporización con los elementos conservadores, clericales y monárquicos. Entre los que apoyaban al gobierno Provisional los únicos que claramente condenaron lo sucedido y se opusieron a la interpretación que estaban haciendo de los sucesos la izquierda republicana y los socialistas fueron los intelectuales de la Agrupación al Servicio de la República que criticaron duramente que se considerara una expresión de la democracia los actos vandálicos de una “multitud caótica e informe” y ponían en duda que incendiar edificios religiosos fuera una demostración de “verdadero celo republicano”.

### La tensión entre la República y la Iglesia Católica
El gobierno se sumó a la interpretación de la izquierda republicana y de los socialistas y por eso ordenó la suspensión de la publicación del diario católico El Debate y del monárquico ABC, así como la detención de varios significados monárquicos (que semanas después serían absueltos por los tribunales, lo que provocó una dura reacción de la prensa de izquierdas que lo consideró una nueva y vergonzosa maniobra monárquica). El gobierno llegó a acordar incluso la expulsión de los jesuitas aunque finalmente no se consumó. Y en ese contexto se produjo la expulsión de España el 17 de mayo del obispo integrista de Vitoria Mateo Múgica, por negarse a suspender el viaje pastoral que tenía previsto realizar a Bilbao donde el gobierno temía que con motivo de su visita se produjeran incidentes entre los carlistas y los nacionalistas vascos que compartían su oposición a la República y su defensa del clericalismo, y los republicanos y los socialistas anticlericales.
El Gobierno Provisional aprobó también algunas medidas dirigidas a asegurar la separación de la Iglesia y el Estado sin esperar a la reunión de las Cortes Constituyentes. El 13 de mayo una circular de la Dirección General de Enseñanza Primaria concretaba el decreto de 6 de mayo que había declarado voluntaria la enseñanza religiosa. En ella, además de establecer que sería necesaria una manifestación expresa de los padres en la matrícula indicando que deseaban recibirla, se ordenaba la retirada de crucifijos de las aulas donde hubiese alumnos que no recibieran enseñanza religiosa. El 21 de mayo un decreto declaraba obligatorio el título de maestro para ejercer la enseñanza, lo que afectaba especialmente a los colegios religiosos ya que los frailes y monjas que impartían las clases carecían del mismo. El 22 de mayo otro decreto reconocía la libertad de cultos y la libertad de conciencia en la escuela y otra disposición prohibía a los religiosos “enajenar inmuebles y objetos artísticos, arqueológicos o históricos” sin permiso de la administración.

#### El "caso Segura"

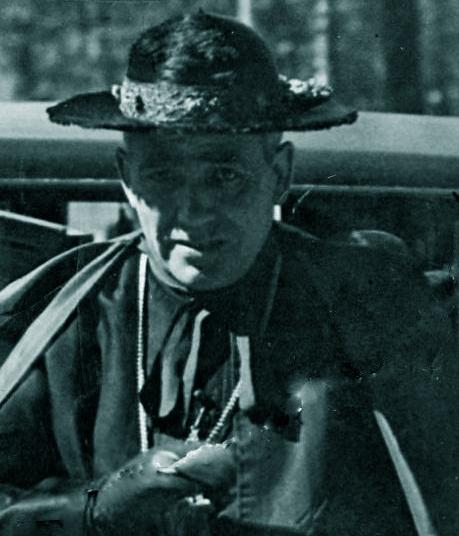
Cardenal Pedro Segura

La Iglesia Católica, que en general había reaccionado con moderación a los incendios de mayo, criticó todas estas medias laicistas, especialmente la retirada de los crucifijos de las aulas donde hubiera alumnos que no querían recibir enseñanza religiosa, y sobre todo el decreto de 22 de mayo que provocó incluso la protesta del Nuncio asegurando que no era legal legislar sobre libertad de cultos o enseñanza religiosa en las escuelas sin tener en cuenta el Concordato de 1851. El 30 de mayo la Santa Sede negó el placet al recién nombrado embajador de España, Luis de Zulueta. La reacción más radical partió de nuevo del cardenal Segura que el 3 de junio en Roma, donde se encontraba desde el 12 de mayo, hizo pública una pastoral en la que se recogía “la penosísima impresión que les había producido ciertas disposiciones gubernativas” a los obispos y todos los agravios que a su juicio había padecido la Iglesia hasta esos momentos, incluido el último decreto, del que no aceptaban que la enseñanza religiosa desapareciera de la escuela pública, poniendo de manifiesto el antiliberalismo que la Iglesia católica seguía manteniendo. La pastoral del cardenal Segura de nuevo desató las iras de la prensa republicana y socialista que la calificó de “intromisión intolerable”. El Gobierno Provisional expresó a la Santa Sede su deseo de que el cardenal no retornase a España y que fuese destituido de la sede de Toledo. En estas circunstancias el cardenal Segura volvió inesperadamente a España el 11 de junio y fue detenido tres días después por orden del gobierno en Guadalajara, y el día 15 fue expulsado del país. De este hecho quedó una famosa foto que dio la vuelta al mundo con el cardenal abandonando el convento de los paúles de Guadalajara rodeado de policías y guardias civiles, que se presentó como "prueba" de la "persecución" que estaba padeciendo la Iglesia Católica en España. El Cardenal Segura no volvería a España hasta después de iniciada la guerra civil Al día siguiente se celebró en la plaza de toros de Pamplona un gran mitin católico para protestar contra la expulsión del cardenal.

#### El "caso Echeguren"
Dos meses después, y en pleno debate en las Cortes Constituyentes recién abiertas sobre la nueva Constitución en el que la “cuestión religiosa” estaba siendo la más polémica, se producía un nuevo incidente que enturbió aún más las relaciones de la República y la Iglesia Católica y en el que el Cardenal Segura volvía a ser protagonista. El día 17 de agosto entre la documentación incautada al vicario de Vitoria, Justo Echeguren, que había sido detenido tres días antes en la frontera hispano francesa por la policía, se encontraron unas instrucciones del Cardenal Segura a todas las diócesis en las que se facultaba a los obispos a vender bienes eclesiásticos en caso de necesidad. "Pero lo más grave era que, a tal circular, acompañaba un dictamen del abogado Rafael Martín Lázaro, firmado en fecha tan temprana como el 8 de mayo, que aconsejaba la transferencia por parte de la Iglesia de sus bienes inmuebles a seglares y la colocación de bienes muebles en títulos de deuda extranjeros, es decir, invitaba a la fuga de capitales", todo ello para eludir una posible expropiación por parte del Estado. La respuesta inmediata del Gobierno Provisional, después de descartar la ruptura de las relaciones diplomáticas con la Santa Sede, fue la publicación el 20 de agosto de un decreto en el que se suspendían las facultades de venta y enajenación de los bienes y derechos de todo tipo de la Iglesia Católica y de las órdenes religiosas. En el preámbulo se intentó suavizar la medida haciendo referencia a “los esfuerzos notorios que ha[bían] realizado elementos destacados de la Iglesia española” para mantener su lealtad al nuevo régimen, aludiendo así al sector conciliador encabezado por el cardenal Francisco Vidal y Barraquer y el Nuncio frente al intransigente sector integrista encabezado por el cardenal Segura. Por otro lado, el decreto fue acompañado por la suspensión de una decena de periódicos católicos del País Vasco y de Navarra que se habían significado por sus proclamas antirrepublicanas y que fueron acusados por el gobierno de hacer llamamientos a la rebelión armada contra la República.

## La reforma militar de Azaña
Manuel Azaña, ministro de la Guerra, quería un ejército más moderno y eficaz, más republicano también. Por eso uno de sus primeros decretos, de 22 de abril, obligó a los jefes y oficiales a prometer fidelidad a la República, con la fórmula: prometo por mi honor servir bien y fielmente a la República, obedecer sus leyes y defenderla con las armas”.
Para reducir el excesivo número de oficiales (el objetivo era conseguir un ejército peninsular de 105.000 soldados con 7.600 oficiales y el contingente de África estaría formado por 42.000 soldados y 1700 oficiales), el Gobierno Provisional a propuesta de Azaña aprobó el 25 de abril de 1931 un decreto de retiros extraordinarios en el que se ofrecía a los oficiales del Ejército que así lo solicitaran la posibilidad de apartarse voluntariamente del servicio activo con la totalidad del sueldo (pasando a la segunda reserva -prácticamente el retiro-). Si no se alcanzaba el número de retiros necesarios, el ministro se reservaba el derecho a destituir, sin beneficio alguno, a cuantos oficiales estimase oportuno. Casi 9.000 mandos (entre ellos 84 generales) se acogieron a la medida, aproximadamente un 40 % de la oficialidad (el mayor porcentaje de abandonos se produjo en los grados superiores), y gracias a esto Azaña pudo acometer a continuación la reorganización del Ejército. Algunos historiadores señalan que políticamente fue una medida discutible porque no contribuyó a hacer un ejército más republicano, ya que una parte del sector más liberal de oficiales dejó en ese momento el servicio activo.
Por un decreto de 25 de mayo de 1931 se reorganizó el ejército de la península. Se rebajó el número de divisiones de 16 a 8; las capitanías generales creadas por Felipe V a principios del siglo XVIII fueron suprimidas (y con ellas las regiones militares, divisiones administrativas de la Monarquía) Asimismo, en consonancia con la definición aconfesional del Estado, se suprimió el Cuerpo Eclesiástico del Ejército constituido por los capellanes castrenses.
Otra de las cuestiones que abordó Azaña fue el conflictivo tema de los ascensos, promulgando unos Decretos de mayo y junio por el que se anulaban gran parte de los producidos durante la Dictadura por "méritos de guerra", lo que supuso que unos 300 militares perdieran unos o dos grados, y que otros sufrieran un fuerte retroceso en el escalafón, como en el caso del general Francisco Franco.
Azaña también decretó el 1 de julio de 1931 el cierre de la Academia General Militar (sita en Zaragoza y que fue clausurada el 14 de julio, el mismo día en que se abrieron las Cortes Constituyentes), y que dirigía el general Franco. Sus alumnos fueron repartidos entre las academias de las armas respectivas (Toledo: Infantería, Caballería e Intendencia; Segovia: Artillería e Ingenieros; Madrid: Sanidad Militar).
En cuanto al servicio militar obligatorio este se redujo a 12 meses (cuatro semanas para los bachilleres y universitarios), pero mantuvo la redención en metálico del servicio militar, aunque solo podía aplicarse a partir de los seis meses de permanecer en filas.

### El rechazo de la derecha y de una parte del Ejército
La Reforma militar de Azaña fue duramente combatida por un sector de la oficialidad, por los medios políticos conservadores y por los órganos de expresión militares La Correspondencia militar y Ejército y Armada. A Manuel Azaña se le acusó de que querer “triturar” al Ejército. La frase la sacaron de un discurso pronunciado por Azaña el 7 de junio en Valencia en el que, refiriéndose al control municipal por parte de los caciques, dijo que “si alguna vez tengo participación en ese género de asuntos, he de triturar, he de arrancar esta organización con la misma energía, con la misma resolución, sin perder la serenidad, que he puesto en deshacer otras cosas no menos amenazadoras para la República”. No nombró al Ejército, pero daba igual. Una de las reformas que más criticaron algunos oficiales fue la clausura de la Academia General de Zaragoza; una decisión que interpretaron como un golpe al espíritu de cuerpo del Ejército, puesto que era la única institución en la que los oficiales de las distintas armas se formaban juntos.
Una muestra del disgusto de una parte de los militares con la “Ley Azaña” y con las críticas contra las actuaciones del ejército y la guardia civil en materia de orden público fueron los incidentes que se produjeron con motivo de una revista militar de la guarnición de Madrid que tuvo lugar en Carabanchel. Cuando en el cierre del acto el general Villegas, que era el jefe de la I División Orgánica, gritó “¡Viva España!” el coronel Julio Mangada gritó a continuación, lo que era un acto de insubordinación, “¡Viva la República!”. Por eso fue arrestado y sometido a consejo de guerra, pero el gobierno a su vez destituyó al general Villegas y aceptó la dimisión del general Goded, Jefe del Estado Mayor, también presente en el acto y que estaba en desacuerdo con la decisión (fue sustituido por el general Masquelet). En todo el incidente no hubo más que palabras, pero el “¡Viva España!” ya simbolizaba una clase de lealtades y el “¡Viva la República!” otra (los generales Goded y Villegas figuraron entre los que se sublevaron en julio de 1936 y el coronel Mangada luchó por la República, al igual que el general Masquelet).

### El mantenimiento de la jurisdicción militar en el orden público
Además de modernizar unas Fuerzas Armadas obsoletas Azaña pretendía “civilizar” la vida política poniendo fin al intervencionismo militar devolviendo a los militares a los cuarteles, uno de cuyos hitos fundamentales había sido la "Ley de Jurisdicciones" de 1906 (que durante la Monarquía había puesto bajo la jurisdicción militar a los civiles acusados de delitos contra la Patria o el Ejército), y que se había hecho omnipresente tras el triunfo del golpe de Estado del general Primo de Rivera en 1923. Este segundo objetivo comenzó con la derogación de "Ley de Jurisdicciones", que fue la primera decisión que tomó Azaña, solo tres días después de haber tomado posesión de su cargo como ministro de la Guerra.
Sin embargo la derogación de la “Ley de Jurisdicciones”, que el presidente Niceto Alcalá Zamora calificó de “ley ominosa, que nadie se atrevió a retocar y que nosotros derogamos de una plumada y por completo” (aunque él en 1906 siendo diputado monárquico liberal la apoyó) y que el decreto de anulación llamaba “cuerpo extraño y perturbador”, no supuso en absoluto que en la República se dejara de utilizar la jurisdicción militar para el mantenimiento del Orden Público sin necesidad de recurrir a la suspensión de las garantías constitucionales o declarar el estado de excepción, y por tanto la jurisdicción militar continuó aplicándose a individuos civiles con motivos de orden público, como había sucedido durante la Monarquía de la Restauración y durante la Dictadura de Primo de Rivera.
Así pues, “los gobiernos republicano-socialistas del primer bienio siguieron otorgando a los militares importantes atribuciones sobre el orden público y un rígido control sobre la sociedad”. El poder militar siguió ocupando una buena parte de los órganos de la administración del Estado relacionada con el orden público, desde las jefaturas de policía, Guardia Civil y Guardia de Asalto hasta la Dirección General de Seguridad. Muchos de los generales que protagonizaron la rebelión de julio de 1936 había tenido responsabilidades en la administración policial y en el mantenimiento del orden público: Sanjurjo, Mola, Cabanellas, Queipo de Llano, Muñoz Grandes o Franco.
El Decreto de 11 de mayo de 1931, que delimitaba el ámbito de la jurisdicción militar, mantenía que esa jurisdicción seguiría conociendo «sobre los delitos militares», tal como se definían en el antiguo Código de Justicia Militar. Dado que el Gobierno Provisional, y todos los gobiernos de izquierdas y de derechas que le siguieron, mantuvieron una administración de orden público militarizada, entre otras cosas, porque no se cambió el carácter militar de la Guardia Civil, la fuerza principal de orden público, aquello significaba que la justicia ordinaria no era competente sobre sus actuaciones y además juzgaba a los civiles que las criticaran o se resistieran a ellas.
Que la coalición republicano-socialista era consciente de la opción que estaba tomando lo demuestra que en el mismo decreto promulgado por un gobierno que se había autodefinido como de “plenos poderes” (según el Estatuto jurídico del Gobierno Provisional que había promulgado al día siguiente de tomar el poder) se creó la Sala Sexta de justicia militar en el Tribunal Supremo (que asumía las competencias del Consejo Supremo de Guerra y Marina, que quedaba suprimido) integrada por cuatro magistrados militares y solo dos civiles. Dada la mayoría de militares esta Sala del Tribunal Supremo resolvió los conflictos de competencias entre la jurisdicción ordinaria y la militar mayoritariamente a favor de esta última (hasta julio de 1934 fue la sala competente para resolver estos conflictos, pasando a partir de entonces a la Saga Segunda, de lo Penal, compuesta por magistrados de la carrera judicial). Por ejemplo el párrafo primero del caso séptimo del artículo 7.º del Código de Justicia militar quedó así:

Artículo 7.°: Por razón de delito, la jurisdicción de Guerra conoce de las causas que contra cualquier persona se instruyan por... 7.° Los de atentado y desacato a las autoridades militares y los de injuria y calumnia a éstas y a las corporaciones o colectividades del Ejército, cualquiera que sea el medio para cometer el delito, siempre que éste se refiera al ejercicio de destino o mando militar, tienda a menoscabar su prestigio o a relajar los vínculos de disciplina y subordinación en los organismos armados

Un auto de la Sala Sexta del 2 de octubre de 1931 establece que: «Corresponde conocer a la Jurisdicción de Guerra» en el supuesto de «insulto a Fuerza Armada» cometido por paisano. Otro auto de 1 de diciembre de 1931 dice que «para conocer de las ofensas dirigidas en su presencia a un guardia civil, vistiendo uniforme y prestando servicio propio, es competente la Jurisdicción de Guerra, por tratarse de un delito militar», con arreglo a los artículos 7, párrafo cuarto, y 256 del Código de Justicia Militar. También se pronuncian a favor de la competencia de los Consejos de Guerra en detrimento de los Tribunales Ordinarios, los autos de 27 de octubre y 11 de noviembre de 1931 en que se dilucidan los supuestos de «agresión a Fuerza Armada y muerte producida al repelerla».
Fue el propio Gobierno quien en todo momento instigó con firmeza para que el conocimiento de ciertas acciones de orden público presuntamente delictivas se remitiesen a la jurisdicción militar. Así, el telegrama oficial del Ministerio de la Gobernación de 31 de octubre de 1931, ordenaba a un delegado gubernativo que como en el «mitin sindical» se aludió a la Guardia Civil y «como las frases pronunciadas por el orador a que alude constituyen un insulto a la Fuerza Armada, procede ponerlo a disposición de la jurisdicción correspondiente».
Así pues, como en la Restauración y en la Dictadura de Primo de Rivera,

se favorece la irresponsabilidad de los miembros de los cuerpos policiales militarizados al ser en el proceso juez y parte y quedar incontroladas las extralimitaciones que los policías cometan en sus intervenciones de orden público… que se sucedían con demasiada frecuencia (…) Ello implicaba seguir poniendo al Ejército en el centro de los conflictos políticos y sociales de orden interno. (…) [Así pues] la reforma quedó en un tímido intento en el que tan sólo se atisba un ademán de separación entre mando y jerarquía militar de los órganos de la jurisdicción militar. Ahora bien, ni la cesación de los capitanes generales como autoridad judicial militar, ni la supresión del Consejo Supremo de Guerra y Marina, ni la dependencia de los fiscales militares de la Fiscalía General (Ordinaria), modifican el sistema de garantías que debe reportar todo órgano judicial, como tampoco pueden considerarse órganos verdaderamente judiciales. Los consejos de guerra, su composición, así como el procedimiento, quedan intactos. Todo ello tampoco resta poder a los militares sobre el elemento civil y sobre sus actuaciones políticas y sociales de orden interno, manteniendo por tanto al Ejército en el papel de árbitro superior de esas contiendas interna

## Los decretos agrarios del Gobierno Provisional
Unos de los problemas más urgentes que tuvo que resolver el Gobierno Provisional en la primavera de 1931 fue la grave situación que estaban padeciendo los jornaleros, sobre todo en Andalucía y Extremadura, donde el invierno anterior se habían superado los 100.000 parados y los abusos en la contratación y los bajos salarios los mantenían en la miseria. En el artículo 5.º del Estatuto jurídico del Gobierno Provisional se reconocía el derecho de propiedad, pero con la salvedad de que “el derecho agrario debe responder a la función social de la tierra” como repuesta “al abandono absoluto en que ha vivido la inmensa masa campesina española, al desinterés de que ha sido objeto la economía agraria del país, y a la incongruencia del derecho que la ordena con los principios que inspiran y deben inspirar las legislaciones actuales”.
Así pues para aliviar la situación de los jornaleros de la mitad sur de España, el Gobierno Provisional aprobó a propuesta del ministro de Trabajo, Largo Caballero, siete "decretos agrarios" que tuvieron un enorme impacto:
- Decreto de Términos Municipales, de 20 de abril de 1931, "para el remedio de la crisis de trabajo y ocupación de los obreros que se hallan en paro forzoso". Cuyo artículo 1° decía: "En todos los trabajos agrícolas, los patronos vendrán obligados a emplear preferentemente a los braceros que sean vecinos del Municipio en que aquellos hayan de realizarse". El decreto, muy combatido por los propietarios, permitía, pues, a los sindicatos un mejor control del mercado de trabajo (al impedir la contratación de jornaleros forasteros), pero su aplicación fue muy complicada y provocó agravios comparativos entre zonas de mayor o menor paro agrícola.[74]
- Decreto de los "desahucios” (o de prórroga de los arrendamientos rústicos), de 29 de abril, por el que se prohibía la expulsión de la tierra de los arrendatarios cuya renta (la cantidad que pagaban al propietario anualmente por el uso de la tierra) no excediera las 1.500 pesetas. Posteriormente otro Decreto autorizó la revisión de las rentas abusivas.
- Decreto de Jurados Mixtos, de 7 de mayo, "relativo a la organización de entidades democráticas de los diversos elementos agrarios... para la regulación de sus intereses comunes". El Decreto establecía tres tipos, pero los de mayor incidencia fueron los Jurados mixtos de trabajo rural, designados por las entidades patronales y obreras para regular las condiciones del trabajo agrario (6 patronos, 6 obreros y 1 secretario nombrado por el Ministerio de Trabajo). Estos Jurados fueron los que determinaron los salarios de la campaña agrícola, logrando subidas sustanciales en los jornales, que de 3’5 pesetas pasaron a superar las 5 pesetas diarias. La ley de 27 de noviembre de 1931, integró los Jurados Mixtos agrarios en el sistema general, como órganos de mediación laboral y de negociación de los convenios colectivos.
- Decreto de Laboreo forzoso, de 7 de mayo, que se dictó para evitar que los propietarios agrícolas, atemorizados por la situación en el campo, o que simplemente quisieran boicotear al nuevo régimen republicano, abandonasen el cultivo de sus tierras conforme a los "usos y costumbres" locales (lo cual dejaba un amplio margen discrecional a la interpretación, de cuyo cumplimiento se encargaban unas comisiones municipales de patronos y obreros). Si eso sucedía sus tierras podrían ser entregadas a los campesinos para su cultivo directo.
- Decreto de Asociaciones de Obreros Agrícolas, de 20 de mayo, que permitía a éstas arrendar colectivamente las fincas cuyos dueños no las cultivasen directamente, "con la doble finalidad de remediar los paros periódicas en el trabajo de los obre ros del campo y evitar el parasitismo de los intermediarios con el intolerable e inmoral sistema de subarriendos, satisfaciendo, sobre todo y ante todo, el ansia de tierra que siente la población rural".
- Decreto de 17 de junio de implantación en el medio agrario del Seguro de Accidentes de Trabajo que ya existía en la industria.[75]
- Decreto de establecimiento de la jornada de 8 horas para los jornaleros, de 1 de julio, lo que suponía que el resto de las horas que se trabajasen en el día se deberían pagar con un salario superior. Se ponía así fin a las jornadas "de sol a sol" que habían predominado en el campo español hasta entonces y por las que se cobraba un solo jornal. El Artículo 24 de este Decreto decía:

Art. 24. Para las faenas de sementera y recolección, para el acarreo de las simientes y de las mieses, en las épocas respectivas de aquéllas, y para los trabajos de lucha contra las plagas del campo, ante la dificultad de emplear mayor número de brazos, los organismos paritarios podrán acordar la ampliación de la jornada legal hasta el máximo de 12 horas. Las horas de exceso sobre la jornada de 8 horas se considerarán como extraordinarias y se pagarán como tales

### La oposición de los propietarios
La aplicación de los decretos agrarios de Largo Caballero encontró la viva oposición de los propietarios que se apoyaron en los ayuntamientos en su mayoría monárquicos y en el recurso a la Guardia Civil para enfrentarse a los representantes y cuadros de la Federación Nacional de Trabajadores de la Tierra (FNTT) de UGT y las Casas del Pueblo socialistas, que funcionaban a modo de cuarteles generales de los obreros sindicados de las distintas localidades. Así “en los pueblos y aldeas, inevitablemente, las primeras semanas de la República provocaron un cierto ambiente de guerra de clases”.
Esta mayor oposición de los patronos en el campo, donde los enfrentamientos alcanzaron cotas mucho mayores de violencia que en las ciudades, se explica, según el historiador Santos Juliá, porque 

las organizaciones patronales de las ciudades estaban acostumbradas a negociar con los trabajadores... [pero] en los campos, los propietarios disponían de toda la fuerza que se derivaba de la falta de organización de los jornaleros, de un exceso de mano de obra y del control de los ayuntamientos y la presencia de la Guardia Civil. El solo hecho de la instauración de la República subvirtió esa situación. Los propietarios o sus representantes perdieron el control de los ayuntamientos, regidos por unos republicanos que ante las reivindicaciones de los jornaleros no podía actuar como las antiguas autoridades. (...) El establecimiento de salarios legales y de jornada máxima, la necesidad de acudir a las bolsas de trabajo, la imposibilidad de envilecer los salarios contratando a trabajadores de otros términos municipales, la obligación de dar trabajo en períodos de paro estacional, la autoridad de los jurados mixtos para resolver los conflictos trastocaron por completo las relaciones de clase en la agricultura".

La consecuencia de todo esto fue el reforzamiento de las organizaciones agrarias: a la antigua Confederación Nacional Católico-Agraria, se sumó en 1931 la Agrupación de Propietarios de Fincas Rústicas.

## La reforma sociolaboral de Largo Caballero

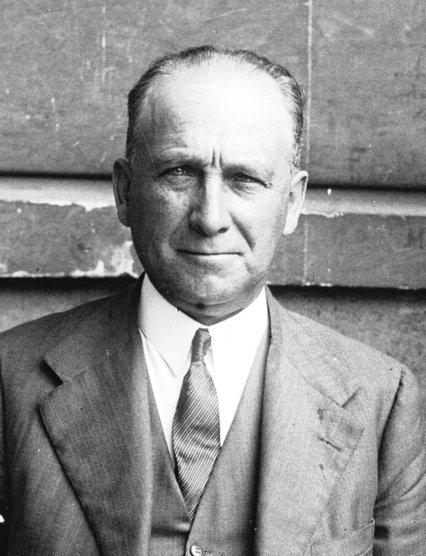
Francisco Largo Caballero

El proyecto del ministro de Trabajo, el socialista Francisco Largo Caballero, líder de la UGT consistía en crear un marco legal que reglamentara las relaciones laborales y afianzara el poder de los sindicatos, especialmente de la UGT, en la negociación de los contratos de trabajo y en la vigilancia de su cumplimiento. Su fin último respondía al proyecto socialdemócrata que pretendía "otorgar a los trabajadores, a través de sus sindicatos, la posibilidad de aumentar paulatinamente su control sobre las empresas y, en definitiva, sobre el conjunto del sistema económico y de relaciones de clase. Con ello se avanzaría hacia el logro de una sociedad socialista, pero gradualmente. En resumen se trataba de un proyecto que, coherente con la inspiración marxista del socialismo español, no renunciaba a la transformación revolucionaria de la sociedad, pero que pretendía alcanzarla por cauces fundamentalmente reformistas. El modelo sindical capaz de obtener tal resultado no podía ser otro que el que encarnaba la Unión General de Trabajadores”.
Las dos piezas básicas del proyecto fueron la Ley de Contratos de Trabajo y la de Jurados Mixtos (una tercera, la de Intervención Obrera en la gestión de la Industria, que estaba destinada a ser la pieza fundamental, no llegó a promulgarse), leyes aprobadas bajo la presidencia de Manuel Azaña:
- Ley de Contratos de Trabajo, de 21 de noviembre de 1931, por la que se regulaban los convenios colectivos (negociados por los representantes de las patronales y de los sindicatos por períodos mínimos de dos años y que obligaban a ambas partes) y dictaminaba las condiciones de suspensión y rescisión de los contratos. Además establecía por primera vez el derecho a vacaciones pagadas (7 días al año) y protegía el derecho de huelga que, bajo ciertas condiciones, no podía ser causa de despido.[78]
- Ley de Jurados Mixtos, de 27 de noviembre de 1931, que extendía el sistema de jurados mixtos (aprobado en mayo para el sector agrario) a la industria y a los servicios. En el fondo se trataba de una reforma de la organización corporativa de la Dictadura de Primo de Rivera, en la que se ampliaban las atribuciones de los comités paritarios (en los que había participado la UGT en representación de los trabajadores). Su composición era la misma, representantes de los empresarios elegidos por las asociaciones patronales y representantes de los trabajadores representados por los sindicatos obreros, más un funcionario del Ministerio de Trabajo que era quien presidía el jurado mixto. Su misión también: mediar en los conflictos laborales estableciendo un dictamen conciliatorio en cada caso, que si era rechazado por una de las partes el Jurado lo podía remitir al Consejo Superior de Trabajo, que era la última instancia mediadora.[78]

El Ministerio de Trabajo de Largo Caballero también dio un considerable impulso a los seguros sociales, al ampliar el Seguro obligatorio de Retiro Obrero de tres millones y medio de trabajadores a cinco millones y medio. Asimismo, un Decreto de 26 de mayo de 1931 estableció el Seguro de Maternidad.

### La oposición de la CNT
Los socialistas esperaban que todas las medidas que habían aprobado, especialmente los mecanismos de control y arbitraje de los conflictos laborales, redujeran el número de huelgas y se alcanzara una cierta paz social, pero la paz social no se produjo a causa de la incidencia de la recesión económica, y sobre todo por la negativa de la CNT a utilizar los mecanismos oficiales de conciliación, que identificaban con el corporativismo de la Dictadura de Primo de Rivera, lo que se tradujo en una manifiesta tendencia a convocar huelgas "políticas".
Lo que había puesto en marcha Largo Caballero desde el Ministerior de Trabajo era una especie de sistema corporativo obrero en el que las posiciones de la UGT en la negociación y en el control de los contratos de trabajo salían considerablemente reforzadas. Eso le daba al sindicato socialista un cierto control de la oferta de trabajo, un bien escaso en un momento de depresión económica. Por eso la CNT se opuso radicalmente a la ley de contratos de trabajo y a los jurados mixtos y se lanzó a la acción directa para conseguir por otros medios el monopolio de la negociación laboral.

### La oposición de los patronos
Los empresarios también se opusieron a las reformas sociolaborales de Largo Caballero porque estaban acostumbrados a imponer su ley, y no estaban dispuestos a aceptar las decisiones de los Jurados Mixtos cuando beneficiaban a los trabajadores. Aunque al principio los patronos de la industria y el comercio habían aceptado con resignación los jurados mixtos y no habían tenido más remedio que reconocer los aumentos salariales y las mejoras de las condiciones laborales que los jurados acababan imponiendo, pronto comenzaron a movilizarse.

## La Comisión de Responsabilidades
Una de las primeras decisiones de las Cortes Constituyentes fue nombrar una Comisión de Responsabilidades que no solo retomara los trabajos de la abortada por el golpe de Estado de Primo de Rivera de septiembre de 1923, que había tratado sobre el Desastre de Annual, sino que también se ocupara de depurar las responsabilidades contraídas por la Dictadura y por el depuesto rey Alfonso XIII. Sus competencias y atribuciones fueron discutidas entre los días 13 y 25 de agosto y tras un intenso debate se aprobó una ley que las delimitaba. En el artículo 1.º se decía: «Las Cortes Constituyentes confieren a su Comisión de Responsabilidades la misión de instruir cuantas diligencias estime oportuno para depurar, y en su día exigir, las altas responsabilidades políticas o de gestión ministerial que hayan causado grave daño material o moral a la Nación, concretadas en las cinco categorías siguientes: a) Alta responsabilidad de Marruecos. b) Política social de Cataluña. c) Golpe de Estado de 13 de Septiembre de 1923. d) Gestión y responsabilidades políticas de las Dictaduras. e) Proceso de Jaca». En el artículo 8.º se decía: «Terminada la instrucción de cada expediente, la Comisión elevará a la Cámara la propuesta de responsabilidad, en la cual se señalará en cada caso el Tribunal que, a juicio de la Comisión, debe sancionar los hechos. La Cámara acordará libremente lo que estime oportuno en cada caso particular de los le sean sometidos por la Comisión».
En la madrugada del 20 de noviembre de 1931 el pleno de las Cortes aprobó por aclamación declarar culpable de «alta traición» «al que fue rey de España», «quien, ejercitando los poderes de su magistratura contra la Constitución del Estado, ha cometido la más criminal violación del orden jurídico de su país, y, en su consecuencia, el Tribunal soberano de la Nación declara solemnemente fuera de la Ley a D. Alfonso de Borbón y Habsburgo-Lorena. Privado de la paz jurídica, cualquier ciudadano español podrá aprehender su persona si penetrase en territorio nacional. Don Alfonso de Borbón será degradado de todas sus dignidades, derechos y títulos, que no podrá ostentar legalmente ni dentro ni fuera de España, de los cuales el pueblo español, por boca de sus representantes elegidos para votar las nuevas normas del Estado español, le declara, decaído, sin que pueda reivindicarlos jamás ni para él ni para sus sucesores. De todos los bienes, derechos y acciones de su propiedad que se encuentren en el territorio nacional se incautará, en su beneficio, el Estado, que dispondrá el uso conveniente que deba darles». El presidente del gobierno Manuel Azaña dirigiéndose a los diputados dijo: «con esta votación se realiza la segunda proclamación de la República en España».
Alrededor de un año después, el 7 de diciembre de 1932, se hizo pública la sentencia por la que las Cortes Constituyentes condenaban a los exministros de la Dictadura de Primo de Rivera a entre doce y ocho años de confinamiento en Santa Cruz de Tenerife, en Las Palmas o en Mahón, además de veinte años de inhabilitación con la misma pérdida de derechos pasivos.